# Edmond Massaud
Pour les articles homonymes, voir Massaud.
Edmond Massaud, né le 25 août 1908 à Lanzac (Lot) et mort le 11 août 2000 à Souillac (Lot), est un homme politique français.

## Biographie
Agriculteur et président national des planteurs de tabac, il est maire de Lanzac, conseiller général du canton de Souillac de 1949 à 1985, conseiller régional de Midi-Pyrénées de 1983 à 1986 et député socialiste de 1984 à 1986.

## Détail des fonctions et des mandats
Mandat parlementaire
- 24 août 1984 - 1er avril 1986 : Député de la 2e circonscription du Lot